# Paramaenas diaphana
Paramaenas diaphana là một loài bướm đêm thuộc phân họ Arctiinae, họ Erebidae.